# Le Dernier Nabab (film)
Pour les articles homonymes, voir Le Dernier Nabab (homonymie).
Pour plus de détails, voir Fiche technique et Distribution.
Le Dernier Nabab (The Last Tycoon) est un film américain réalisé par Elia Kazan et sorti en 1976. Il s'agit d'une adaptation du roman du même nom de F. Scott Fitzgerald, paru en 1941.

## Synopsis
Dans les années 1930 en Amérique, Monroe Stahr (Robert De Niro) est directeur de production d'un des plus importants studios de Hollywood malgré son jeune âge. Depuis la mort de sa femme, l'actrice Minna Davis, il se jette à corps perdu dans le travail et doit faire face aux prétentions sans cesse croissantes des autres professionnels de l'industrie cinématographique (notamment des scénaristes qui sont en train de créer la Writers Guild of America, dont leur délégué de plus en plus intrusif est Brimmer (Jack Nicholson) et à des déboires sentimentaux. Il croit rencontrer sur un plateau le sosie de Minna en la personne de Kathleen Moore, une jeune femme pure au passé trouble, mais celle-ci lui annonce qu'elle va se marier alors que Cecilia Brady, la fille de son patron Pat Brady (Robert Mitchum), tente en vain d'éveiller son intérêt. De la perte de son pouvoir quasi-autocratique au sein de l'industrie du film en déceptions sentimentales, le producteur suit une lente déchéance (alcool) qui ne lui fait nullement renoncer à sa raison d'être : le cinéma. Pour lui, seul le producteur doit gérer le film, certes en collaboration avec les autres corps de la profession, mais sans jamais se départir d'une once de son pouvoir.

## Fiche technique
- Titre original : The Last Tycoon
- Titre français : Le Dernier Nabab
- Réalisation : Elia Kazan
- Scénario : Harold Pinter, d'après le roman Le Dernier Nabab de F. Scott Fitzgerald
- Musique : Maurice Jarre
- Décors : Jack T. Collis, Jerry Wunderlich (en)
- Costumes : Anna Hill Johnstone, Anthea Sylbert
- Photographie : Victor J. Kemper
- Montage : Richard Marks
- Production : Sam Spiegel
- Pays de production :  États-Unis
- Format : Super 35 (en)
- Durée : 122 minutes
- Dates de sortie :
  - États-Unis : 17 novembre 1976 (New York), 18 novembre 1976 (Los Angeles), 19 novembre 1976
  - France : 13 avril 1977

## Distribution

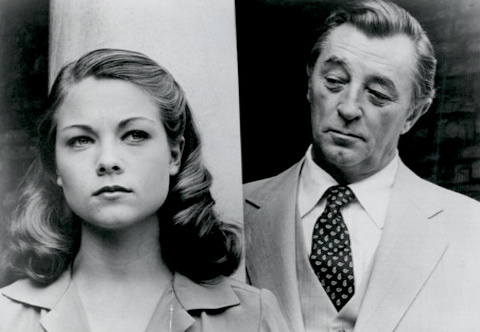
Robert Mitchum et Theresa Russell dans une scène du film.

- Robert De Niro (VF : Maurice Sarfati) : Monroe Stahr, producteur
- Ingrid Boulting (VF : Sylvie Feit) : Kathleen Moore
- Robert Mitchum (VF : Jean-Claude Michel) : Pat Brady, commanditaire des studios
- Theresa Russell (VF : Sylviane Margollé) : Cecilia Brady, fille de Pat Brady
- Tony Curtis (VF : Michel Roux) : Rodriguez, acteur
- Jeanne Moreau (VF : elle-même) : Didi, actrice
- Jack Nicholson (VF : Jean-Pierre Moulin) : Brimmer, représentant des scénaristes
- Donald Pleasence (VF : Albert Médina) : Boxley, scénariste
- Ray Milland (VF : François Chaumette) : Fleishacker, commanditaire des studios
- Dana Andrews (VF : Jacques Deschamps) : Red Ridingwood
- Peter Strauss (VF : Bernard Murat) : Wylie
- Tige Andrews (en) (VF : Henry Djanik) : Popolos
- Anjelica Huston (VF : Béatrice Delfe) : Edna
- John Carradine (VF : Henri Virlojeux) : le guide touristique
- Jeff Corey (VF : Georges Atlas) : le docteur
- Seymour Cassel (VF : Marc de Georgi) : le marin à l'otarie
- Morgan Farley : Marcus
- Jester Hairston (non crédité) : serveur au bureau de Stahr

## Autour du film
- Le Dernier Nabab marque la seconde collaboration d'Elia Kazan avec le producteur Sam Spiegel.
- La figure du personnage principal s'inspire d'Irving Thalberg, producteur prodige des années 30 à Hollywood.
- Le Dernier Nabab est l'unique film où les acteurs Robert De Niro et Jack Nicholson apparaissent ensemble à l'écran.
- Elia Kazan réalise ici son dernier film, qui sera également le seul à ne pas être issu d'un projet original mais d'une commande.